# 아폴로 드라이브
아폴로 드라이브(Apollo Drive)는 스웨덴의 밴드이다.

## 음반 목록
- Apollo Drive (2010)